# Sobre la transición exterior
Sobre la transición exterior ist das letzte Buch einer Reihe von Memoirenbüchern Leopoldo Calvo-Sotelos, in denen es um die Ereignisse und Hintergründe der spanischen Transition geht. Die vorhergehenden Werke sind Papeles de un cesante (1999), Pláticas de familia (1878–2003) und Memoria viva de la transición (2003).
Das Buch enthält die Rede Calvo-Sotelos, die er bei seiner Aufnahme in die Real Academia de Ciencias Morales y Políticas in ihrer Sitzung vom 16. November 2005 gehalten hat.

## Inhalt
Calvo-Sotelo unterscheidet in seinem in der Ich-Form geschriebenen Text zwischen der äußeren und der inneren Transition, über die er bereits in den beiden vorhergehenden Büchern geschrieben hat.
Er blickt dabei in die Vergangenheit zurück, entwirft eine Art „Anthologie der Neutralitäten“ Spaniens und nennt deren Marksteine: Der Deutsch-Französische Krieg von 1870/71 und der Erste und der Zweite Weltkrieg. Diese lange Phase der spanischen Neutralität fand ihren Wendepunkt 1953 in dem Abkommen mit den Vereinigten Staaten, in dem er einen ersten Schritt zur „Verankerung Spaniens in der westlichen Welt“ sieht.
Das Essay von Leopoldo Calvo-Sotelo gewinnt an Lebendigkeit, sobald er sich der Transition annähert, „weil der Erzähler außerdem Darsteller oder Zeuge der Ereignisse war, die er schildert.“ Die, welche die Transition von der Regierung aus begannen, „waren in Bezug auf Politik wenig mehr als einige Fischer aus Galiläa. Und dasselbe gilt für die PSOE in der Opposition.“ Deshalb „hatte die Transition, die gesamte, aber mehr die äußere Transition, unweigerlich eine Menge zu tun mit Improvisation.“, derart, dass „man die äußere Transition ohne Schutz auf einem unbekannten Meer navigierend beginnend musste, ohne Seekarten zur Orientierung und mit nur einem klaren Kurs: Spanien in die internationalen Foren zu integrieren, in die es bei ihrer Gründung nicht aufgenommen wurde dank des antidemokratischen Wesens des vorherigen Regimes.“ 
Der Eintritt in den Binnenmarkt und „Die atlantische Polemik“ sind weitere Kapitel dieser Abhandlung, da Calvo-Sotelo als Ministerpräsident derjenige war, der den Eintritt Spaniens in die NATO vorantrieb und erreichte.
In Erinnerung an den langen und schwierigen Verhandlungsprozess folgert er, „dass Spanien nicht gerade großzügig von seinen EU-Nachbarn empfangen wurde“ und zitiert zwei Schlüsselfiguren in diesem Vorgang: Alberto Ullastres, der das Präferenzabkommen 1970 verhandelt und Raimundo Bassols, „der wahrhaftige Urheber unseres Eintritts in den Binnenmarkt.“ 
Ebenso geht er auf „das zweifelhafte Klischee der säkularen spanisch-französischen Freundschaft“ ein.
Als „den Kern der äußeren Transition, der Angelpunkt, um den sich neue spanische Außenpolitik drehen wird“ betrachtet er den Eintritt Spaniens in die NATO. Er analysiert die Position der UCD, von Adolfo Suárez und Marcelino Oreja, und untersucht die historische Entwicklung der internationalen Doktrin der PSOE – von der Epoche Rodolfo Llopis bis Felipe González – und die Volatilität der öffentlichen spanischen Meinung. Ebenso berichtet er über die Haltung der USA und der Sowjetunion. 
Das Werk schließt mit dem Kapitel „Die Transition auf dem Prüfstand“, in dem er feststellt, dass diese heutzutage als Problem erachtet wird, und er nimmt Anstoß an „der Auftrennung des »Tuchs der Penelope«, das wir nie zu Ende weben werden“, als Befürworter, „die Transition zu hinterfragen, ohne sie zu zerstören“. Er endet mit Bemerkungen über das neue Europa und die Notwendigkeit, es auszuleuchten, was eine schwierige Aufgabe sei, unter anderem weil „Frankreich nicht akzeptieren will, dass es das Grab von De Gaulle sehr fest verschießen sollte.“

## Rezeption
Für Marcelino Oreja, spanischer Politiker und ehemaliger Präsident des Europarats, ist diese Studie „ein Meisterwerk über die äußere Transition und beweist sein [Calvo-Sotelos'] kühnes Bestreben, Spanien an seinen rechten Platz zu stellen.“
Laut den Historikern Pablo Pérez und Jorge Lafuente fasst Calvo-Sotelo „in diesem Werk seine Vorstellung von den Außenbeziehungen Spaniens in seinem üblichen sentenziösen, eleganten und oft ironischem Stil zusammen“. Seine Kernpunkt lässt sich so zusammenfassen, dass „Spanien seine Rolle auf der internationalen Bühne seit den Zeiten von Karl III. aufgegeben hat und sie bis zur Transition nicht zurückgewonnen hat, insbesondere bis zum Eintritt in die NATO 1982 und die Europäischen Gemeinschaften 1986 […] Leopoldo Calvo-Sotelo, einer der Menschen, die darauf mehr Energien verwandten, ist ein Beispiel dafür, bis zu welchem Punkt die Transition ein Unternehmen war, welches Kontinuität und Wandel vereinigten, und nicht nur im Zeitraum des 20. Jahrhunderts oder den Begriffen Diktatur und Demokratie, sondern im weiteren Sinne, der strategischen Position unseres Landes auf dem internationalen Schachbrett. Der intellektuelle Tiefgang des politischen Ansatzes Leopoldo Calvo-Sotelos, seine unmittelbare Kenntnis der europäischen Realität und seine Vertrautheit mit unserer Geschichte waren wahrscheinlich der Grund für seinen erweiterten Blickwinkel und sein Walten auf höherer Ebene als der politischen Taktik besorgt um die Ergreifung oder Erhalt der Macht auf kurze Sicht.“